# Gaudete et exsultate
 (juin 2018).
Si vous disposez d'ouvrages ou d'articles de référence ou si vous connaissez des sites web de qualité traitant du thème abordé ici, merci de compléter l'article en donnant les références utiles à sa vérifiabilité et en les liant à la section « Notes et références ».
Gaudete et exsultate (en français : Réjouissez-vous et exultez) est une exhortation apostolique du pape François datée du 19 mars 2018 et publiée le 9 avril 2018 sur l'appel à la sainteté dans le monde actuel. Ce document, composé d'une quarantaine de pages, est divisé en 5 chapitres.

## Contenu général
- Premier chapitre : L'appel à la sainteté. (Le pape s'inspire de l'exemple des saints pour exhorter les fidèles à la sainteté, avant de dresser une présentation d'une « classe moyenne de la sainteté », qui soit faite de petits efforts du quotidien. Il conclut ce chapitre en exhortant tous les catholiques de vivre la sainteté dans leur propre milieu.)
- Second chapitre : Deux ennemis subtils à la sainteté (le gnosticisme actuel, qui base la sainteté principalement sur la connaissance de la doctrine, de la théologie, et qui laisse donc penser qu'un fidèle peu cultivé ne puisse devenir saint. L'autre « ennemi » présenté par le pape est le pélagianisme actuel, qui base la sainteté sur la volonté propre de l'être humain, sur son unique mérite, en délaissant le fait que la grâce de Dieu soit la vraie source de sainteté. Cette pensée laisse donc croire que celui qui n'est pas saint c'est un homme qui a peu de volonté et qui s'est laissé décourager)
- Troisième chapitre : A la lumière du maître. (ce chapitre dresse une sorte de critères de la sainteté en se basant sur une méditation de chacune des béatitudes.)
- Quatrième chapitre : Quelques caractéristiques de la sainteté dans le monde actuel (pour le pape François ses caractéristiques sont : l'endurance, la patience et la douceur, la joie et le sens de l'humour, l'audace et la ferveur, la communauté et enfin la prière constante.)
- Cinquième chapitre : Combat, vigilance et discernement (chapitre consacré notamment au combat spirituel, la lutte contre le diable, et l'exhortation à répondre à la volonté divine avec un bon discernement, dont le pape en donne quelques clés.)